# Élections législatives allemandes de décembre 1924
Les élections législatives de décembre 1924 eurent lieu le 7 décembre. Elles n'entraînèrent pas de changement de gouvernement. Elles marquent la victoire relative des partis de la coalition de Weimar (Zentrum, SPD et DDP) au détriment des partis extrémistes, qui enregistrent une baisse notable à l'image du KPD.

## Résultats
|                          |                                                     |            |       |      |        |     |
| Parti                    | Parti                                               | Voix       | %     | +/-  | Sièges | +/- |
|                          | Parti social-démocrate d'Allemagne (SPD)            | 7 881 041  | 26,02 | 5,50 | 131    | 31  |
|                          | Parti populaire national allemand (DNVP)            | 6 205 802  | 20,49 | 1,04 | 103    | 8   |
|                          | Zentrum (Z)                                         | 4 118 849  | 13,60 | 0,23 | 69     | 4   |
|                          | Parti populaire allemand (DVP)                      | 3 049 064  | 10,07 | 0,87 | 51     | 6   |
|                          | Parti communiste d'Allemagne (KPD)                  | 2 709 086  | 8,94  | 3,67 | 45     | 17  |
|                          | Parti démocrate allemand (DDP)                      | 1 919 829  | 6,34  | 0,69 | 32     | 4   |
|                          | Parti populaire bavarois (BVP)                      | 1 134 035  | 3,74  | 0,51 | 19     | 3   |
|                          | Parti national-socialiste de la liberté (NSFP)      | 907 242    | 3,00  | 3,55 | 14     | 18  |
|                          | Parti du Reich des classes moyennes allemandes (WP) | 692 963    | 2,29  | 0,58 | 12     | 5   |
|                          | Ligue agricole                                      | 500 525    | 1,65  | 0,31 | 8      | 2   |
|                          | Autres                                              | 1 171 656  | 3,87  | –    | 9      | –   |
|                          |                                                     |            |       |      |        |     |
| Suffrages exprimés       | Suffrages exprimés                                  | 30 290 092 | 98,65 |      |        |     |
| Votes invalides          | Votes invalides                                     | 414 934    | 1,35  |      |        |     |
| Total                    | Total                                               | 30 705 026 | 100   | –    | 493    | 21  |
| Abstentions              | Abstentions                                         | 8 282 298  | 21,24 |      |        |     |
| Inscrits / participation | Inscrits / participation                            | 38 987 324 | 78,76 |      |        |     |